# Anarthriaceae
Classification APG III (2009)
Famille
La famille des Anarthriaceae est une famille de plantes monocotylédones. Ce sont des plantes herbacées à l'aspect de jonc des zones tempérées du sud ouest de l'Australie.
La classification phylogénétique APG IV (2016) replace les espèces dans la famille des Restionaceae.

## Étymologie
Le nom vient du genre Anarthria qui dérive du grec ancien αν / an (privatif) et άρθρ / arthr, articulation, « sans articulation »,, en référence à l'aspect "désarticulé" des inflorescences de cette plante.

## Classification
La famille n'existait pas en classification classique de Cronquist (1981).
La classification phylogénétique APG II (2003) situe cette famille dans l'ordre des Poales.
La classification phylogénétique APG IV (2016) laisse les espèces dans l'ordre des Poales mais les replace dans la famille des Restionaceae.

## Liste des genres
Selon Angiosperm Phylogeny Website (19 avr. 2010), World Checklist of Selected Plant Families (WCSP) (19 avr. 2010) & NCBI (19 avr. 2010) :
- genre Anarthria  R.Br. (1810)
- genre Hopkinsia  W.Fitzg. (1904)
- genre Lyginia  R.Br. (1810)

Selon DELTA Angio (19 avr. 2010) :
- genre Anarthria

## Liste des espèces
Selon World Checklist of Selected Plant Families (WCSP) (19 avr. 2010) :
- genre Anarthria  R.Br. (1810)
  - Anarthria gracilis  R.Br. (1810)
  - Anarthria humilis  Nees (1841)
  - Anarthria laevis  R.Br. (1810)
  - Anarthria polyphylla  Nees (1846)
  - Anarthria prolifera  R.Br. (1810)
  - Anarthria scabra  R.Br. (1810)
- genre Hopkinsia  W.Fitzg. (1904)
  - Hopkinsia adscendens  B.G.Briggs & L.A.S.Johnson (2000)
  - Hopkinsia anoectocolea  (F.Muell.) D.F.Cutler (1967)
- genre Lyginia  R.Br. (1810)
  - Lyginia barbata  R.Br. (1810)
  - Lyginia excelsa  B.G.Briggs & L.A.S.Johnson (2000)
  - Lyginia imberbis  R.Br. (1810)

Selon NCBI (19 avr. 2010) :
- genre Anarthria
  - Anarthria humilis
  - Anarthria polyphylla
  - Anarthria prolifera
  - Anarthria scabra
- genre Hopkinsia
  - Hopkinsia adscendens
  - Hopkinsia anoectocolea
- genre Lyginia
  - Lyginia barbata
  - Lyginia imberbis